# Farra di Soligo
Farra di Soligo (velenceiül Fara de Sołigo) település Olaszországban, Veneto régióban, Treviso megyében. Lakosainak száma 8477 fő (2023. január 1.). Farra di Soligo Follina, Miane, Moriago della Battaglia, Sernaglia della Battaglia, Vidor, Pieve di Soligo és Valdobbiadene községekkel határos.

## Népesség
A település népességének változása:
| Lakosok száma | 8881 | 8798 | 8472 | 8477 |
|               | 2017 | 2018 | 2022 | 2023 |